# Esās
Esās (persiska: اساس) är en ort i Iran.   Den ligger i provinsen Mazandaran, i den norra delen av landet, 160 km öster om huvudstaden Teheran. Esās ligger 884 meter över havet och antalet invånare är 274.
Terrängen runt Esās är huvudsakligen kuperad, men åt sydväst är den bergig. Runt Esās är det ganska glesbefolkat, med 34 invånare per kvadratkilometer. Närmaste större samhälle är Pol-e Sefīd, 2,9 km söder om Esās. I omgivningarna runt Esās växer i huvudsak blandskog.